# 春日人華
春日 人華（かすが の ひとはな、生没年不詳）は、古墳時代の豪族で、姓は臣。人花命、人花使主とも表記され、仲君（なかのきみ）の別名を持つ。

## 概要
仁徳朝に春日臣姓に改めたとされる。